# هالتویستل
latitudeهالتویستلlongitudeهالتویستل
هالتویستل (به انگلیسی: Haltwhistle) یک شهرک در بریتانیا است که در انگلستان واقع شده‌است.

## خصوصیات
هالتویستل ۳٬۸۱۱ نفر جمعیت دارد.